# Rua Cerro Corá
La Rua Cerro Corá est une route importante à la zone ouest de la ville de São Paulo.

## Situation et accès
La Rua Cerro Corá qui relie la rua Heitor Penteado à Alto de Pinheiros est située dans les quartiers de Lapa, Vila Madalena, Vila Anglo Brasileira, Vila Ida, Vila Beatriz, Alto da Lapa et Alto de Pinheiros.
La rue compte plusieurs commerces et services, avec une région résidentielle.

## Origine du nom
Son nom est un hommage à la bataille de Cerro Corá, la dernière bataille de la guerre de la Triple-Alliance.

## Historique
À l'origine, la route s'appelait Via Augusta, qui reliait l'Estrada do Araçá, actuellement rua Heitor Penteado et l'Estrada das Boiadas, actuelle avenue Diógenes Ribeiro de Lima.